# Jörg Martin (Fußballspieler)
Jörg Martin (* 15. August 1954; † 25. Juni 1979) war ein deutscher Fußballspieler.

## Laufbahn
Er wurde 1971 als Jugendnationalspieler vom TSV Buchholz 08 von dem HSV-Manager Gerhard Heid zur Jugend des HSV geholt. In der Saison 1972/1973 kam er einmal im Liga-Pokal zum Einsatz. Er gehörte 1973–1974 eine Saison lang dem Profi-Kader an.
Anschließend wechselte er zum HSV Barmbek-Uhlenhorst, der damals in der 2. Bundesliga Nord spielte. Er bestritt für den Verein 6 Spiele und trainierte später die dortige Mannschaft. Am 25. Juni 1979 verunglückte Martin bei einem Arbeitsunfall tödlich. Er war verheiratet und hatte eine Tochter.
| BL-Saison                        | Spiele | Tore |
| 1973/1974 Hamburger SV           | (0)    | (0)  |
| 1974/1975 HSV Barmbek-Uhlenhorst | (6)    | (0)  |

| Liga-Pokal                | Spiele | Tore |
| 1972/1973-li Hamburger SV | (1)    | (0)  |